# Eskalonijevke
Eskalonijevke (lat. Escalloniaceae), biljna porodica u redu Escalloniales, koja je ime dobila po rodu listopadnog i vazdazelenoig grmlja i drveća eskalonija (Escallonia). Pripada joj 7 rodova s 136 vrsta.

## Opis
Eskalonijevke su grmovi ili malo drveće. Listovi su naizmjenični, cvjetovi dvospolni, rijetko jednospolni, aktinomorfni, hipogini do epigini; čašice srasle, 5(−9), postojane; latice slobodne. Plodovi kapsulasti, otvaraju se s vrha, rijetko s baze (Escallonia), ili indehiscentni (Valdivia), s mnogo do malo sjemenki.
Dva roda, Tribeles, iz porodice Tribelaceae, i Eremosyne iz porodice Eremosynaceae, također su po APG II sustavu priključena ovoj porodici, a ona sama vlastitom redu Escalloniales, čiji je jedini predstavnik.
Porodica je opisana u Analyse des Familles des Plantes 35, 37. 1829.

## Rodovi
1. Subfamilia Polyosmoideae  Le Maout & Decne.
  1. Anopterus Labill. (2 spp.)
  2. Polyosma Blume (90 spp.)
  3. Tribeles Phil. (1 sp.)
  4. Rayenia Menegoz & A. E. Villarroel (1 sp.)
2. Subfamilia Escallonioideae Burnett
  1. Escallonia Mutis ex L.f. (40 spp.)
  2. Valdivia Gay ex J. Rémy (1 sp.)
  3. Forgesia Comm. ex Juss. (1 sp.)

Unutar ovog reda nijedna vrsta nije ugrožena, a 5 rodova je monotipično, te vrste su Valdivia gayana iz Čilea, Tribeles australis iz Argentine i Čilea, Forgesia racemosa s otoka Réunion i Rayenia malalcurensis iz Čilea.